# Iprovalicarb
Iprovalicarb ist ein Gemisch von zwei isomeren chemischen Verbindungen aus der Gruppe der Carbamate.

## Gewinnung und Darstellung
Iprovalicarb kann durch eine mehrstufige Reaktion von Chlorameisensäureisopropylester mit L-Valin in einer Natriumhydroxidlösung und anschließend nochmals mit Isopropylchlorformiat unter basischen Bedingungen in einer Toluol-Lösung erhalten werden. Das entstandene Zwischenprodukt wird mit p-Methylphenylethylamin zu Iprovalicarb umgesetzt.

## Stereochemie
Iprovalicarb besitzt zwei Stereozentren, welche beide durch die Synthese bestimmt werden. Durch die Verwendung von L-Valin [(S)-Valin] ist dieses Stereozentrum fest fixiert, also enantiomerenrein. Die Synthese des p-Methylphenylethylamins führt jedoch zum Racemat (1:1-Gemisch beider Enantiomere). Das bedeutet für Iprovalicarb, dass es als ein Gemisch zweier Diastereomerer gebildet wird.

## Eigenschaften
Iprovalicarb ist ein brennbarer weißer Feststoff, der sehr schwer löslich in Wasser ist. Es ist stabil gegenüber von Hydrolyse bei einem pH-Wert von 5 bis 9 bei 25 °C.

## Verwendung
Iprovalicarb wird als Wirkstoff in Pflanzenschutzmitteln verwendet. Es wird als Fungizid bei Kartoffeln und Weinreben eingesetzt. Bei der EU wurde am 30. März 1998 durch die Bayer AG die Aufnahme der Verbindung in den Annex I der Direktive 91/414/EEC beantragt. Es war das erste Fungizid aus der Klasse der Aminosäureamide und kommt in vier stereoisomeren Formen vor. Die erste Zulassung erfolgte 1998 in Indonesien. Es wird häufig als Kombinationspräparat mit anderen Pflanzenschutzmittel wie Tolylfluanid, Mancozeb, Folpet und Propineb eingesetzt. Die Wirkung beruht auf der Hemmung der Cellulose-Synthase.

## Zulassung
Seit Juli 2002 können in den Staaten der Europäischen Union Pflanzenschutzmittel mit Iprovalicarb zugelassen werden.
In Deutschland, Österreich und der Schweiz sind Pflanzenschutzmittel (z. B. Melody Combi) mit diesem Wirkstoff zugelassen.